# Dom na krańcu świata
Dom na krańcu świata (ang. A Home at the End of the World) – niezależny dramat filmowy, wyprodukowany przez Warner Independent Pictures w 2004 roku. Film wyreżyserował Michael Mayer, natomiast scenariusz stworzył Michael Cunningham, według własnej powieści.
Slogan reklamowy filmu: Rodzina może być taka, jaką chcesz, by była (ang. Family can be whatever you want it to be).
Polskim kinowym dystrybutorem filmu był WIP. Na rynku DVD/video wydał go 6 października 2005 roku Best Film. 18 stycznia 2009 roku o godzinie 23:35 film wyemitowała stacja telewizyjna TVN Siedem.

## Opis fabuły
Film opowiada historię trójki indywidualności, która z trudem usiłuje założyć rodzinę.
Cleveland, połowa lat siedemdziesiątych. Bobby Morrow jest nastolatkiem borykającym się z problemami codzienności – jako mały chłopiec stracił najpierw matkę przez jej długoletnią chorobę, a następnie w tragicznym wypadku również starszego brata. W szkole średniej zbuntowany Bobby poznaje niezdarnego Jonathana Glovera. Jonathan i Bobby zaprzyjaźniają się, a z czasem Morrow staje się przyjacielem domu Gloverów. Podczas wzajemnych nocnych wizyt, chłopcy oddają się młodocianym "eksperymentom seksualnym". Bobby pomaga matce przyjaciela, Alice, zaakceptować homoseksualizm swojego syna, a ta w rewanżu przez lata uczy Bobby'ego na dobrego piekarza, by po latach mógł on pojechać do Nowego Jorku, gdzie przeprowadził się Jonathan, i osiedlić się tam.
Właściwa akcja filmu rozpoczyna się w 1982 roku, kiedy to biseksualny Bobby wyrusza do East Village na Manhattanie, by zatrzymać się w mieszkaniu Jonathana. Na miejscu poznaje Clare, ekscentryczną współlokatorkę Jonathana, projektantkę kapeluszy, marzącą o potomstwie. Jonathan, pomimo iż jest gejem i promiskuitą, jest głęboko zakochany w Clare, jednocześnie jednak podobnym uczuciem darzy Bobby'ego. Clare doradza Bobby'emu pozbycie się hippisowskiego image'u i wkrótce go uwodzi, dowiadując się przy okazji, że jest on prawiczkiem. Jonathan, tuż po odkryciu romansu współlokatorów, wyprowadza się z Nowego Jorku i powraca w rodzinne strony bez ostrzeżenia. Po śmierci pana Glovera, Alice zaprasza na święta Bożego Narodzenia Bobby'ego i Clare. Clare informuje przyjaciół, że jest w ciąży i cała trójka decyduje się wykupić dom na prowincji, nieopodal Nowego Jorku. Gdy okazuje się, że ojcem jest Bobby, przyjaciele postanawiają na dobre osiedlić się na wybranym terenie, a Bobby i Jonathan otwierają restaurację. Wkrótce Clare rodzi córkę. Jonathan znajduje w okolicy swojego podbrzusza plamę nowotworową i zaczyna snuć obawy związane z powikłaniami wirusa HIV. Bobby zdaje sobie sprawę, że Jonathan jest chory i zbliża się do niego, przez co Clare, wraz z dzieckiem, wyjeżdża do Filadelfii, gdzie mieszka jej matka.
Film kończy scena, w której pewnego zimowego popołudnia Jonathan i Bobby wybierają się na pole, tuż za domem, gdzie rozsypują prochy zmarłego ojca Jonathana. Bobby obiecuje Jonathanowi pozostać przy nim, aż do momentu jego przedwczesnej śmierci.

## Obsada
| Rola                         | Aktor             |
| ---------------------------- | ----------------- |
| Bobby Morrow (1982)          | Colin Farrell     |
| Jonathan Glover (1982)       | Dallas Roberts    |
| Clare                        | Robin Wright Penn |
| Alice Glover                 | Sissy Spacek      |
| Ned Glover                   | Matt Frewer       |
| Bobby Morrow (1974)          | Erik Smith        |
| Jonathan Glover (1974)       | Harris Allan      |
| Isabel Morrow                | Wendy Crewson     |
| Carlton Morrow               | Ryan Donowho      |
| klubowicz (randka Jonathana) | Shawn Roberts     |

## Produkcja

### Zdjęcia do filmu
Film kręcono od 4 kwietnia 2003 roku w Nowym Jorku w stanie Nowy Jork oraz w Phoenix w stanie Arizona w Stanach Zjednoczonych, a także w Toronto i Schomberg w prowincji Ontario w Kanadzie.

### Wydanie filmu
Dom na krańcu świata został wydany jako film niezależny. Nim został wypuszczony do dystrybucji kinowej, swoją światową premierę miał 9 czerwca 2004 roku podczas New York Lesbian and Gay Film Festival w Nowym Jorku. Był następnie prezentowany w Stanach Zjednoczonych na festiwalach filmowych, często związanych ze społecznością LGBT – były to: Nantucket Film Festival, Provincetown International Film Festival, San Francisco International Lesbian and Gay Film Festival i Los Angeles Outfest Gay and Lesbian Film Festival; a także we Francji, podczas Deauville Film Festival w Deauville w Dolnej Normandii. 8 września 2004 roku film wyświetlono podczas Międzynarodowego Festiwalu Filmowego w Wenecji. Premierę kinową w Ameryce Północnej film miał 23 lipca 2004 roku. W pierwszy weekend wyświetlania filmu w kinach (zaledwie pięć projekcji), zainkasował on 64 728 dolarów. Znacznie większe były zyski z dystrybucji domowej (DVD/video) filmu, zarówno w Stanach Zjednoczonych, jak i na świecie.

## Nagrody i nominacje
- 2004: Specjalne uznanie podczas National Board of Review, USA za perfekcję w sztuce tworzenia filmu.
- 2004: IFTA Award podczas Irish Film and Television Awards w kategorii najlepszy aktor (Colin Farrell).
- 2004: Breakthrough Award podczas Gothan Awards (Dallas Roberts).
- 2005: GLAAD Media Award podczas GLAAD Media Awards w kategorii wyjątkowy film – wydanie rozszerzone.
- 2005: Chlotrudis Award podczas Chlotrudis Award w kategorii najlepszy scenariusz adaptowany (Michael Cunningham).